# Primera División de Chile 2007
Primera División de Chile 2007 var den högsta divisionen för fotboll för herrar i Chile säsongen 2007. Divisionen bestod av två separata mästerskap, Torneo Apertura och Torneo Clausura, som korade två separata mästare. Colo-Colo vann både Torneo Apertura och Torneo Clausura. Divisionen kvalificerade lag till Copa Sudamericana 2007 och Copa Libertadores 2008.

## Kvalificering för internationella turneringar
Copa Sudamericana 2007
- Två vinnare av Liguilla Pre-Sudamericana: Colo-Colo och Audax Italiano

Copa Libertadores 2008
- Vinnaren av Torneo Apertura: Colo-Colo
- Vinnaren av Torneo Clausura, i detta fall samma som Apertura, varvid tvåan av Apertura kvalificerade sig istället: Universidad Católica
- Vinnare av grundserien i Torneo Clausura: Audax Italiano

### Liguilla Pre-Sudamericana
|  | 18 juli 2007 | Universidad Católica | 0–3 | Audax Italiano | Estadio San Carlos de Apoquindo |  |
|  |              |                      |     |                |                                 |  |
|  |              |                      |     |                |                                 |  |
|  |              |                      |     |                |                                 |  |

|  | 19 juli 2007 | Colo-Colo | 2–1 | Huachipato | Estadio Sausalito |  |
|  |              |           |     |            |                   |  |
|  |              |           |     |            |                   |  |
|  |              |           |     |            |                   |  |

Audax Italiano och Colo-Colo vidare till Copa Sudamericana 2007.

## Torneo Apertura
Samtliga lag mötte varandra en gång, antingen hemma eller borta, vilket gav totalt 20 matcher. Det lag som låg överst i tabellen efter dessa omgångar blev mästare av Torneo Apertura, vilket denna säsong blev Colo-Colo som därmed kvalificerade sig till Copa Sudamericana. Utöver dessa kvalificerade sig lagen på plats 1 till 4 även för ett playoff-spel till Copa Sudamericana, Liguilla Pre-Sudamericana. Då Colo-Colo även vann Torneo Clausura, så kvalificerade sig laget på andra plats i denna tabell, Universidad Católica för Copa Libertadores.

### Tabell
| Nr | Lag                       | S  | V  | O | F  | GM | IM | MS  | P  |
| -- | ------------------------- | -- | -- | - | -- | -- | -- | --- | -- |
| 1  | Colo-Colo                 | 20 | 14 | 5 | 1  | 47 | 16 | +31 | 47 |
| 2  | Universidad Católica      | 20 | 14 | 4 | 2  | 36 | 14 | +22 | 46 |
| 3  | Audax Italiano            | 20 | 13 | 5 | 2  | 39 | 20 | +19 | 44 |
| 4  | Huachipato                | 20 | 12 | 4 | 4  | 35 | 21 | +14 | 40 |
| 5  | Cobreloa                  | 20 | 10 | 5 | 5  | 44 | 23 | +21 | 35 |
| 6  | Cobresal                  | 20 | 9  | 5 | 6  | 31 | 21 | +10 | 32 |
| 7  | Ñublense                  | 20 | 8  | 8 | 4  | 31 | 31 | 0   | 32 |
| 8  | Unión Española            | 20 | 8  | 4 | 8  | 29 | 25 | +4  | 28 |
| 9  | Deportes Melipilla        | 20 | 8  | 4 | 8  | 35 | 34 | +1  | 28 |
| 10 | O'Higgins                 | 20 | 8  | 3 | 9  | 30 | 38 | −8  | 27 |
| 11 | Deportes La Serena        | 20 | 7  | 5 | 8  | 31 | 30 | +1  | 26 |
| 12 | Everton                   | 20 | 6  | 8 | 6  | 24 | 27 | −3  | 26 |
| 13 | Universidad de Chile      | 20 | 6  | 7 | 7  | 20 | 21 | −1  | 25 |
| 14 | Deportes Concepción       | 20 | 6  | 5 | 9  | 20 | 34 | −14 | 23 |
| 15 | Palestino                 | 20 | 5  | 8 | 7  | 27 | 30 | −3  | 23 |
| 16 | Deportes Antofagasta      | 20 | 5  | 7 | 8  | 24 | 34 | −10 | 22 |
| 17 | Universidad de Concepción | 20 | 4  | 5 | 11 | 25 | 33 | −8  | 17 |
| 18 | Deportes Puerto Montt     | 20 | 4  | 2 | 14 | 19 | 40 | −21 | 14 |
| 19 | Coquimbo Unido            | 20 | 4  | 2 | 14 | 18 | 40 | −22 | 14 |
| 20 | Santiago Wanderers1       | 20 | 4  | 4 | 12 | 24 | 33 | −9  | 13 |
| 21 | Lota Schwager             | 20 | 2  | 6 | 12 | 28 | 52 | −24 | 12 |

1 Santiago Wanderers fick tre poängs avdrag.
|  | Kvalificerade till Copa Libertadores 2008 och till Liguilla Pre-Sudamericana. |
|  | Kvalificerade till playoff till Liguilla Pre-Sudamericana.                    |

| Primera División Vinnare av Torneo Apertura 2007 |
| ------------------------------------------------ |
| Chile                                            |
| Colo-Colo 26:e titeln                            |

## Torneo Clausura
Samtliga lag mötte varandra en gång, antingen hemma eller borta, vilket gav totalt 20 matcher. Lagen var uppdelade i grupper och vinnaren av varje grupp kvalificerade sig direkt till slutspel. Ifall lag som hamnade på tredje, fjärde eller femte plats i en grupp hade högre poäng än ett lag på andra plats i någon grupp, gick dessa lag till en kvalmatch till slutspel - detsamma gäller för lag som hamnade på en andra plats med lägre poäng än lag på en tredje, fjärde eller femte plats. Det krävdes emellertid lika antal lag från dels tredje, fjärde eller femte plats och dels andra plats. Lag på andra plats med fler poäng än samtliga treor gick däremot vidare till slutspel direkt. Det bäst placerade laget i den totala tabellen kvalificerade sig för Copa Libertadores 2008.
Universidad de Concepción, Universidad de Chile, Colo-Colo och Huachipato vann sina respektive grupper. Audax Italiano och Cobreloa kom tvåa i sina grupper och hade fler poäng än samtliga treor. Dessa sex lag gick därmed direkt till slutspelet. Universidad Católica och Unión Española kom på tredje plats, men hade fler poäng än andraplacerade Deportes La Serena och O'Higgins. Detta innebar att dessa fyra lag gick till kval till slutspel.
| Nr | Lag                       | S  | V  | O | F  | GM | IM | MS  | P  |
| -- | ------------------------- | -- | -- | - | -- | -- | -- | --- | -- |
| 1  | Audax Italiano            | 20 | 14 | 5 | 1  | 47 | 20 | +27 | 47 |
| 2  | Universidad de Chile      | 20 | 13 | 6 | 1  | 42 | 21 | +21 | 45 |
| 3  | Colo-Colo                 | 20 | 11 | 6 | 3  | 40 | 21 | +19 | 39 |
| 4  | Universidad de Concepción | 20 | 9  | 8 | 3  | 30 | 19 | +11 | 35 |
| 5  | Universidad Católica      | 20 | 10 | 4 | 6  | 33 | 21 | +12 | 34 |
| 6  | O'Higgins                 | 20 | 9  | 7 | 4  | 28 | 23 | +5  | 34 |
| 7  | Cobresal                  | 20 | 8  | 8 | 4  | 31 | 23 | +8  | 32 |
| 8  | Cobreloa                  | 20 | 8  | 7 | 5  | 35 | 29 | +6  | 31 |
| 9  | Deportes Melipilla        | 20 | 7  | 6 | 7  | 32 | 34 | −2  | 27 |
| 10 | Ñublense                  | 20 | 7  | 5 | 8  | 32 | 38 | −6  | 26 |
| 11 | Deportes Antofagasta      | 20 | 6  | 7 | 7  | 22 | 21 | +1  | 25 |
| 12 | Huachipato                | 20 | 7  | 4 | 9  | 30 | 36 | −6  | 25 |
| 13 | Deportes Concepción       | 20 | 7  | 4 | 9  | 30 | 41 | −11 | 25 |
| 14 | Palestino                 | 20 | 6  | 6 | 8  | 27 | 23 | +4  | 24 |
| 15 | Deportes La Serena        | 20 | 6  | 4 | 10 | 25 | 33 | −8  | 22 |
| 16 | Deportes Puerto Montt     | 20 | 5  | 6 | 9  | 18 | 22 | −4  | 21 |
| 17 | Lota Schwager             | 20 | 4  | 7 | 9  | 22 | 28 | −6  | 19 |
| 18 | Unión Española            | 20 | 4  | 5 | 11 | 26 | 36 | −10 | 17 |
| 19 | Santiago Wanderers        | 20 | 4  | 5 | 11 | 15 | 43 | −28 | 17 |
| 20 | Everton                   | 20 | 3  | 4 | 13 | 20 | 36 | −16 | 13 |
| 21 | Coquimbo Unido            | 20 | 4  | 1 | 15 | 18 | 37 | −19 | 13 |

|  | Kvalificerade för slutspel och Copa Libertadores 2008. |
|  | Kvalificerade för slutspel.                            |
|  | Kvalificerade för kval till slutspelet.                |

| Lag                | S  | V  | O | F  | GM | IM | MS  | P  |
| ------------------ | -- | -- | - | -- | -- | -- | --- | -- |
| Colo-Colo          | 20 | 11 | 6 | 3  | 40 | 21 | +19 | 39 |
| Cobresal           | 20 | 8  | 8 | 4  | 31 | 23 | +8  | 32 |
| Palestino          | 20 | 6  | 6 | 8  | 27 | 23 | +4  | 24 |
| Deportes La Serena | 20 | 6  | 4 | 10 | 25 | 33 | −8  | 22 |
| Santiago Wanderers | 20 | 4  | 5 | 11 | 15 | 43 | −28 | 17 |

| Lag                       | S  | V  | O | F  | GM | IM | MS  | P  |
| ------------------------- | -- | -- | - | -- | -- | -- | --- | -- |
| Universidad de Concepción | 20 | 9  | 8 | 3  | 30 | 19 | +11 | 35 |
| Universidad Católica      | 20 | 10 | 4 | 6  | 33 | 21 | +12 | 34 |
| Deportes Melipilla        | 20 | 7  | 6 | 7  | 32 | 34 | −2  | 27 |
| Deportes Concepción       | 20 | 7  | 4 | 9  | 30 | 41 | −11 | 25 |
| Unión Española            | 20 | 4  | 5 | 11 | 26 | 36 | −10 | 17 |

| Lag                   | S  | V  | O | F  | GM | IM | MS  | P  |
| --------------------- | -- | -- | - | -- | -- | -- | --- | -- |
| Audax Italiano        | 20 | 14 | 5 | 1  | 47 | 20 | +27 | 47 |
| Universidad de Chile  | 20 | 13 | 6 | 1  | 42 | 21 | +21 | 45 |
| Cobreloa              | 20 | 8  | 7 | 5  | 35 | 29 | +6  | 31 |
| Deportes Puerto Montt | 20 | 5  | 6 | 9  | 18 | 22 | −4  | 21 |
| Everton               | 20 | 3  | 4 | 13 | 20 | 36 | −16 | 13 |

| Lag                  | S  | V | O | F  | GM | IM | MS  | P  |
| -------------------- | -- | - | - | -- | -- | -- | --- | -- |
| O'Higgins            | 20 | 9 | 7 | 4  | 28 | 23 | +5  | 34 |
| Ñublense             | 20 | 7 | 5 | 8  | 32 | 38 | −6  | 26 |
| Deportes Antofagasta | 20 | 6 | 7 | 7  | 22 | 21 | +1  | 25 |
| Huachipato           | 20 | 7 | 4 | 9  | 30 | 36 | −6  | 25 |
| Lota Schwager        | 20 | 4 | 7 | 9  | 22 | 28 | −6  | 19 |
| Coquimbo Unido       | 20 | 4 | 1 | 15 | 18 | 37 | −19 | 13 |

### Kval till slutspel
|       | 28 november 2007 | Cobreloa | 3–1 | Ñublense | Estadio Municipal de Calama, Calama |               |
| 16:30 | 16:30            |          |     |          | Publik: 2 534                       | Publik: 2 534 |
| 16:30 | 16:30            |          |     |          | Publik: 2 534                       | Publik: 2 534 |
| 16:30 | 16:30            |          |     |          | Publik: 2 534                       | Publik: 2 534 |

### Slutspel
|  | Kvartsfinaler | Kvartsfinaler        | Kvartsfinaler    | Kvartsfinaler | Kvartsfinaler |   |   | Semifinaler          | Semifinaler | Semifinaler | Semifinaler | Semifinaler |  |  | Final     | Final | Final | Final | Final |  |
|  |               |                      |                  |               |               |   |   |                      |             |             |             |             |  |  |           |       |       |       |       |  |
|  | 1             | Universidad de Chile | 4                | 2             | 6             |   |   |                      |             |             |             |             |  |  |           |       |       |       |       |  |
|  | 8             | Cobresal             | 2                | 1             | 3             |   |   |                      |             |             |             |             |  |  |           |       |       |       |       |  |
|  | 8             | Cobresal             | 2                | 1             | 3             |   |   | Universidad de Chile | 0           | 0           | 0           |             |  |  |           |       |       |       |       |  |
|  |               |                      |                  |               |               |   |   | Universidad de Chile | 0           | 0           | 0           |             |  |  |           |       |       |       |       |  |
|  |               |                      | Colo-Colo (b)    | 2             | 1             | 3 |   |                      |             |             |             |             |  |  |           |       |       |       |       |  |
|  | 4             | Colo-Colo            | Colo-Colo (b)    | 2             | 1             | 3 | 5 | 1                    | 6           |             |             |             |  |  |           |       |       |       |       |  |
|  | 4             | Colo-Colo            |                  |               |               |   | 5 | 1                    | 6           |             |             |             |  |  |           |       |       |       |       |  |
|  | 5             | O'Higgins            | 0                | 1             | 1             |   |   |                      |             |             |             |             |  |  |           |       |       |       |       |  |
|  | 5             | O'Higgins            | 0                | 1             | 1             |   |   |                      |             |             |             |             |  |  | Colo-Colo | 1     | 3     | 4     |       |  |
|  |               |                      |                  |               |               |   |   |                      |             |             |             |             |  |  | Colo-Colo | 1     | 3     | 4     |       |  |
|  |               |                      | U. de Concepción | 0             | 0             | 0 |   |                      |             |             |             |             |  |  |           |       |       |       |       |  |
|  | 3             | Audax Italiano       | U. de Concepción | 0             | 0             | 0 | 2 | 1                    | 3           |             |             |             |  |  |           |       |       |       |       |  |
|  | 3             | Audax Italiano       |                  |               |               |   | 2 | 1                    | 3           |             |             |             |  |  |           |       |       |       |       |  |
|  | 6             | Cobreloa             | 2                | 0             | 2             |   |   |                      |             |             |             |             |  |  |           |       |       |       |       |  |
|  | 6             | Cobreloa             | 2                | 0             | 2             |   |   | Audax Italiano       | 3           | 1           | 4           |             |  |  |           |       |       |       |       |  |
|  |               |                      |                  |               |               |   |   | Audax Italiano       | 3           | 1           | 4           |             |  |  |           |       |       |       |       |  |
|  |               |                      | U. de Concepción | 2             | 3             | 5 |   |                      |             |             |             |             |  |  |           |       |       |       |       |  |
|  | 2             | U. de Concepción (b) | U. de Concepción | 2             | 3             | 5 | 3 | 2                    | 5           |             |             |             |  |  |           |       |       |       |       |  |
|  | 2             | U. de Concepción (b) |                  |               |               |   | 3 | 2                    | 5           |             |             |             |  |  |           |       |       |       |       |  |
|  | 7             | Universidad Católica | 5                | 0             | 5             |   |   |                      |             |             |             |             |  |  |           |       |       |       |       |  |

| Primera División Vinnare av Torneo Clausura 2007 |
| ------------------------------------------------ |
| Chile                                            |
| Colo-Colo 27:e titeln                            |